# Jai Taurima
Jai Taurima, né le 26 juin 1972 à Southport dans le Queensland est un ancien athlète australien. Spécialiste du saut en longueur, il pesait 80 kg pour 1,88 m en compétition.
Taurima était sixième avec 7,87 m des jeux du Commonwealth de 1994. Quatre ans plus tard, il se classait deuxième derrière son compatriote Paul Burge, tous les deux avec 8,22 m mais Burge gagnant grâce à un meilleur deuxième essai.
Aux championnats du monde d'athlétisme de 1999 à Séville, il améliorait sa meilleure performance personnelle à 8,35 m. Cela lui permettait de se classer que quatrième, mais à cinq centimètres du deuxième, le concurrent local Yago Lamela. Le Cubain Iván Pedroso remportait par contre clairement le concours.
Aux Jeux olympiques d'été de 2000, Pedroso dut à nouveau batailler avec un concurrent du lieu. Après trois essais, Taurima menait avec 8,34 m. À son quatrième essai, Pedroso sautait à 8,41 m. Taurima améliorait sa meilleure performance et le record d'Océanie à 8,40 m. Le cinquième essai de Pedroso était non valide puis Taurima améliora son record à 8,49 m. À son dernier essai, Pedroso sautait à 8,55 m. Dernier sauteur à s'élancer, Taurima se contentait de 8,28 m. Pedroso remportait l'or et Taurima l'argent.
En 2001 et 2002, il ne connut plus le même succès et arrêta sa carrière.

## Palmarès

### Jeux olympiques d'été
- Jeux olympiques d'été de 2000 à Sydney ( Australie)
  -  Médaille d'argent en saut en longueur

### Championnats du monde d'athlétisme
- Championnats du monde de 1999 à Séville ( Espagne)
  - 4e en saut en longueur

### Jeux du Commonwealth
- Jeux du Commonwealth de 1994 à Victoria ( Canada)
  - 6e en saut en longueur
- Jeux du Commonwealth de 1998 à Kuala Lumpur ( Malaisie)
  -  Médaille d'argent en saut en longueur

## Records
- Record d'Océanie du saut en longueur avec 8,49 m, le 28 septembre 2000 à Sydney

## Sources
- (de) Cet article est partiellement ou en totalité issu de l’article de Wikipédia en allemand intitulé « Jai Taurima » (voir la liste des auteurs).